# Scantlin Electronics
Scantlin Elecronics était la société de l'inventeur Jack Scantlin, qui a lancé en 1960 puis développé le système d'information financière à distance baptisé Quotron: enregistrés à distance sur une bande magnétique, à partir d'un ordinateur central, les cours de Bourse peuvent être transmis dans les principales villes américaines en temps réel et automatiquement. 
Dès 1961, la société fait une entrée en Bourse triomphale. À la fin 1961 près de 800 bureaux de courtiers utilisent le Quotron, installés sur 2500 postes de travail. Elle a subi ensuite la concurrence d'Ultronics Systems, une autre société de haute-technologie américaine fondée en janvier 1961 pour commercialiser un produit du même type mais légèrement amélioré, qui s'allie en 1964 avec l'agence de presse britannique Reuters.
Dan McGurk, l'un des cadres de la société, a rejoint en 1964 le constructeur d'ordinateurs à bon marché Scientific Data Systems, créé en 1961, comme directeur du marketing Dan McGurk puis PDG et SDS augmentera ses ventes de 7 à 100 millions de dollars entre 1964 et 1969. Peu après,  Dan McGurk  fonde la "Computer Industry Association" en 1972, avec 7 puis 34 entreprises à la "posture anti-IBM" et anti-ATT. Selon lui, le premier n'étant "plus intouchable", cela "doit donner du courage à toute l’industrie" informatique. Il a soutenu activement Telex Corporation dans son action antitrust contre IBM, battu pour la première fois en justice le 23 septembre 1973, en plaidant pour un éclatement d'IBM en sept sociétés.